# Mijn lieve vijand
Mijn lieve vijand is een kinderboek van de Vlaamse schrijver Dirk Bracke over de Tweede Wereldoorlog.
Het boek gaat over het meisje Tilleke dat tijdens de oorlog verliefd wordt op een Duitser. Haar vader is het er helemaal niet mee eens dat ze omgaat met deze vijand. Maar toch wil Tilleke haar relatie met de Duitser verderzetten. 
De titel "Mijn lieve vijand" komt van de naam die Tilleke geeft aan haar Duitse vriend.